# 小行星6768
小行星6768（英語：6768 Mathiasbraun）是一颗围绕太阳公转的小行星。1983年9月7日，安東寧·姆爾科斯在克列特发现了此天体。
这颗小行星的绝对星等为63.52691等。